# Етельберт I (король Кенту)
Етельберт І Кентський (Езелберхт І, Святий Етельберт, англ. Ethelbert, Albert, Æthelbert, Aethelberht — шляхетне світло; 552 — 616) — перший християнський король Кенту. Похований у Кентерберійському абатстві.

## Сім'я
Етельберт був сином короля Кенту Ерменріка.
Одружений він був з Бертою, донькою паризького короля Харіберта I і королеви Інгоберги. Берта була християнкою і в шлюбі не відреклася від своєї віри.
Від шлюбу з Бертою у Етельберта було двоє дітей — Едбальд, батьків спадкоємець, і Едельвальд. Берта померла в 612 році. Вважається, що вона теж була зарахована до лику святих, але явних підстав для цього і доказів існування культу немає. З непрямих джерел відомо, що після її смерті у Етельберта була ще одна дружина.

## Політика
У 591 році Етельберт успадкував титул короля Кента і резиденцію в Кентербері. У тому ж році він спробував протистояти Кевліну Вессекського в боротьбі за титул бретвальди, однак, безуспішно.
Етельберт зміцнив свої позиції, поріднившись з однією з наймогутніших династій того часу — Меровінгами, побравшися з Бертою. Це посприяло для отримання ним титулу бретвальди.
У внутрішній політиці досягненням Етельберта став найбільш ранній в Британії рукописний кодекс законів, який поклав покарання за злочини, в тому числі, вперше, проти християнської церкви.